# Керес (Корткеросский район)
Керес — село в Корткеросском районе республики Коми, административный центр сельского поселения Керес.

## География
Расположено на левом берегу Вычегды, примерно в 56 км по прямой на восток от районного центра села Корткерос.

## История
Впервые упомянуто в 1696 году как деревня Керовская. В 1859 отмечена как Паневская или Керос. В 1977 году написание названия села официально изменено — Керес вместо Керос. В переводе с коми керöс — «возвышенность, гора».

## Население
Постоянное население составляло 514 человек (коми 95 %) в 2002 году, 319 в 2010.